# Municipio de Little River (condado de Little River)
El municipio de Little River (en inglés: Little River Township) es un municipio ubicado en el condado de Little River en el estado estadounidense de Arkansas. En el año 2010 tenía una población de 400 habitantes y una densidad poblacional de 7,67 personas por km².

## Geografía
El municipio de Little River se encuentra ubicado en las coordenadas 33°50′36″N 94°21′18″O / 33.84333, -94.35500. Según la Oficina del Censo de los Estados Unidos, el municipio tiene una superficie total de 52.14 km², de la cual 51,36 km² corresponden a tierra firme y (1,49 %) 0,77 km² es agua.

## Demografía
Según el censo de 2010, había 400 personas residiendo en el municipio de Little River. La densidad de población era de 7,67 hab./km². De los 400 habitantes, el municipio de Little River estaba compuesto por el 90,5 % blancos, el 1 % eran afroamericanos, el 2,5 % eran amerindios, el 0,5 % eran asiáticos, el 0,25 % eran isleños del Pacífico y el 5,25 % eran de una mezcla de razas. Del total de la población el 2 % eran hispanos o latinos de cualquier raza.